# Colin Davis (pilot)
 Colin Charles Houghton Davis  va ser un pilot de curses automobilístiques britànic que va néixer el 29 de juliol del 1933 a Marylebone, Londres, Anglaterra i que va arribar a disputar curses de Fórmula 1.

## A la F1
Va debutar a la quarta cursa de la temporada 1959 (la desena temporada de la història) del campionat del món de la Fórmula 1, disputant el 5 de juliol del 1959 el GP de França al Circuit de Reims.
Colin Davis va participar en un total de dues proves puntuables pel campionat de la F1, disputades ambdues a la temporada 1959 i assolí un onzè lloc en un GP com a millor resultat i no aconseguint cap punt pel campionat del món de pilots.

## Resultats a la Fórmula 1
| Any  | Equip               | Xassís | Motor    | 1   | 2   | 3   | 4       | 5   | 6   | 7   | 8      | 9   | Posició | Punts |
| ---- | ------------------- | ------ | -------- | --- | --- | --- | ------- | --- | --- | --- | ------ | --- | ------- | ----- |
| 1959 | Scuderia Centro Sud | Cooper | Maserati | MON | 500 | HOL | FRA Ret | GBR | ALE | POR | ITA 11 | USA | -       | 0     |

### Resum
| Curses: | Victòries: | Pòdiums: | Poles: | Voltes ràpides: | Punts: |
| ------- | ---------- | -------- | ------ | --------------- | ------ |
| 2       | 0          | 0        | 0      | 0               | 0      |